# Tour de Nuremberg féminin 2007
La 11e édition du Tour de Nuremberg féminin a lieu le 17 septembre 2007. C'est la neuvième et dernière épreuve de la Coupe du monde. Elle est remportée par la Néerlandaise Marianne Vos.

## Équipes
| Équipes féminines professionnelles (17)- AA Drink-Cycling Team - Bigla - Bizkaia-Panda Software-Durango - DSB Bank - ELK Haus - Fenixs-HPB - Team Getränke-Hoffmann - Giant Pro Cycling - Lotto-Belisol Ladiesteam - Menikini-Selle Italia-Gysko - Equipe Nürnberger Versicherung - Raleigh Lifeforce Creation HB - T-Mobile - Team Specialized Designs for Women - Uniqa - Vienne Futuroscope - Vlaanderen-Capri Sonne-T Interim Équipes nationales (4)- Allemagne - France - Norvège - Suisse |
| |

## Parcours
Dix tours d'un circuit long de 12,9 km sont effectués. Celui-ci est plat, à l'exception d'un très légère montée vers le château, et emprunte des routes larges avec peu de virages.

## Favorites
La lutte pour la victoire en Coupe du monde entre Nicole Cooke et Marianne Vos doit animer la course, cette dernière manche apportant deux fois plus de points que les autres.

## Récit de la course
Le peloton reste grouper durant l'ensemble de la course. Marianne Vos remporte le sprint. Nicole Cooke est seulement trente-quatrième, Marianne Vos gagne donc la Coupe du monde.

## Classements

### Classement final
| \| Classement général \| Classement général \| Classement général \| Classement général \| Classement général \| \| Coureuse \| Coureuse \| Pays \| Équipe \| Temps \| \| ------------------ \| ------------------- \| ------------------ \| ------------------------------ \| ------------------ \| \| 1re \| Marianne Vos \| Pays-Bas \| DSB Bank \| 2 h 52 min 25 s \| \| 2e \| Ina-Yoko Teutenberg \| Allemagne \| T-Mobile \| + 0 s \| \| 3e \| Regina Schleicher \| Allemagne \| Equipe Nürnberger Versicherung \| + 0 s \| \| 4e \| Rochelle Gilmore \| Australie \| Menikini-Selle Italia-Gysko \| + 0 s \| \| 5e \| Kirsten Wild \| Pays-Bas \| AA Drink-Cycling Team \| + 0 s \| \| 6e \| Monica Holler \| Suède \| Bigla \| + 0 s \| \| 7e \| Noemi Cantele \| Italie \| Bigla \| + 0 s \| \| 8e \| Joanne Kiesanowski \| Nouvelle-Zélande \| Raleigh Lifeforce Creation HB \| + 0 s \| \| 9e \| Marina Jaunâtre \| France \| Vienne Futuroscope \| + 0 s \| \| 10e \| Martine Bras \| Pays-Bas \| Lotto-Belisol Ladiesteam \| + 0 s \| |                     |                  |                                |                 |
| |                     |                  |                                |                 |
| Source : Cycling Quotient |                     |                  |                                |                 |
| Classement général |                     |                  |                                |                 |
| Coureuse | Coureuse            | Pays             | Équipe                         | Temps           |
| 1re | Marianne Vos        | Pays-Bas         | DSB Bank                       | 2 h 52 min 25 s |
| 2e | Ina-Yoko Teutenberg | Allemagne        | T-Mobile                       | + 0 s           |
| 3e | Regina Schleicher   | Allemagne        | Equipe Nürnberger Versicherung | + 0 s           |
| 4e | Rochelle Gilmore    | Australie        | Menikini-Selle Italia-Gysko    | + 0 s           |
| 5e | Kirsten Wild        | Pays-Bas         | AA Drink-Cycling Team          | + 0 s           |
| 6e | Monica Holler       | Suède            | Bigla                          | + 0 s           |
| 7e | Noemi Cantele       | Italie           | Bigla                          | + 0 s           |
| 8e | Joanne Kiesanowski  | Nouvelle-Zélande | Raleigh Lifeforce Creation HB  | + 0 s           |
| 9e | Marina Jaunâtre     | France           | Vienne Futuroscope             | + 0 s           |
| 10e | Martine Bras        | Pays-Bas         | Lotto-Belisol Ladiesteam       | + 0 s           |

## Liste des participantes
| Equipe Nürnberger Versicherung NUR | Equipe Nürnberger Versicherung NUR | Equipe Nürnberger Versicherung NUR |
| ---------------------------------- | ---------------------------------- | ---------------------------------- |
| Num                                | Coureuse                           | Pos                                |
| 1                                  | Regina Schleicher (GER)            | 3e                                 |
| 2                                  | Trixi Worrack (GER)                | 14e                                |
| 3                                  | Edita Pučinskaitė (LTU)            | 45e                                |
| 4                                  | Charlotte Becker (GER)             | AB                                 |
| 5                                  | Claudia Häusler (GER)              | AB                                 |
| 6                                  | Eva Lutz (GER)                     | AB                                 |

| Raleigh Lifeforce Creation HB RLT | Raleigh Lifeforce Creation HB RLT | Raleigh Lifeforce Creation HB RLT |
| --------------------------------- | --------------------------------- | --------------------------------- |
| Num                               | Coureuse                          | Pos                               |
| 11                                | Joanne Kiesanowski (NZL)          | 8e                                |
| 12                                | Priska Doppmann (SUI)             | 27e                               |
| 13                                | Nicole Cooke (GBR)                | 34e                               |
| 14                                | Sarah Düster (GER)                | 46e                               |
| 15                                | Nikki Butterfield (AUS)           | 47e                               |
| 16                                | Emma Rickards (AUS)               | AB                                |

| T-Mobile TMP | T-Mobile TMP              | T-Mobile TMP |
| ------------ | ------------------------- | ------------ |
| Num          | Coureuse                  | Pos          |
| 21           | Ina-Yoko Teutenberg (GER) | 2e           |
| 22           | Oenone Wood (AUS)         | 32e          |
| 23           | Judith Arndt (GER)        | 75e          |
| 24           | Anke Wichmann (GER)       | 76e          |
| 25           | Linda Villumsen (DEN)     | AB           |
| 26           | Katherine Bates (AUS)     | AB           |

| DSB Bank DSB | DSB Bank DSB              | DSB Bank DSB |
| ------------ | ------------------------- | ------------ |
| Num          | Coureuse                  | Pos          |
| 31           | Marianne Vos (NED)        | 1re          |
| 32           | Ludivine Henrion (BEL)    | 41e          |
| 33           | Marieke van Wanroij (NED) | 66e          |
| 34           | Sharon van Essen (NED)    | 71e          |
| 35           | Adrie Visser (NED)        | 77e          |
| 36           | Linda van Rijen (NED)     | AB           |

| Bigla BCT | Bigla BCT                  | Bigla BCT |
| --------- | -------------------------- | --------- |
| Num       | Coureuse                   | Pos       |
| 41        | Monica Holler (SWE)        | 6e        |
| 42        | Noemi Cantele (ITA)        | 7e        |
| 43        | Tanja Schmidt-Hennes (GER) | 11e       |
| 44        | Nicole Brändli (SUI)       | 19e       |
| 45        | Jennifer Hohl (SUI)        | 24e       |
| 46        | Bettina Kühn (SUI)         | AB        |

| Menikini-Selle Italia-Gysko MSG | Menikini-Selle Italia-Gysko MSG | Menikini-Selle Italia-Gysko MSG |
| ------------------------------- | ------------------------------- | ------------------------------- |
| Num                             | Coureuse                        | Pos                             |
| 51                              | Rochelle Gilmore (AUS)          | 4e                              |
| 52                              | Miho Oki (JPN)                  | 17e                             |
| 53                              | Élodie Touffet (FRA)            | 18e                             |
| 54                              | Dorte Lohse Rasmussen (DEN)     | 25e                             |
| 55                              | Marina Romoli (ITA)             | 39e                             |
| 56                              | Karin Aune (SWE)                | AB                              |

| Fenixs-HPB FEN | Fenixs-HPB FEN         | Fenixs-HPB FEN |
| -------------- | ---------------------- | -------------- |
| Num            | Coureuse               | Pos            |
| 61             | Nadejda Vlasova (RUS)  | 35e            |
| 62             | Laura Morfin (MEX)     | 54e            |
| 63             | Suzie Godart (LUX)     | 62e            |
| 64             | Deborah Mascelli (ITA) | AB             |

| Lotto-Belisol Ladiesteam LBL | Lotto-Belisol Ladiesteam LBL | Lotto-Belisol Ladiesteam LBL |
| ---------------------------- | ---------------------------- | ---------------------------- |
| Num                          | Coureuse                     | Pos                          |
| 71                           | Martine Bras (NED)           | 10e                          |
| 72                           | Liesbet De Vocht (BEL)       | 16e                          |
| 73                           | Corine Hierckens (BEL)       | 28e                          |
| 74                           | Siobhan Dervan (IRL)         | 58e                          |
| 75                           | Elise Depoorter (BEL)        | AB                           |

| Team Getränke-Hoffmann TGH | Team Getränke-Hoffmann TGH | Team Getränke-Hoffmann TGH |
| -------------------------- | -------------------------- | -------------------------- |
| Num                        | Coureuse                   | Pos                        |
| 81                         | Angela Hennig (GER)        | 13e                        |
| 82                         | Tina Liebig (GER)          | 70e                        |
| 83                         | Natalie Bates (AUS)        | 73e                        |
| 84                         | Birgit Hollmann (GER)      | 78e                        |
| 85                         | Stephanie Pohl (GER)       | 79e                        |
| 86                         | Sandra Missbach (GER)      | AB                         |

| Giant Pro Cycling GPC | Giant Pro Cycling GPC | Giant Pro Cycling GPC |
| --------------------- | --------------------- | --------------------- |
| Num                   | Coureuse              | Pos                   |
| 91                    | Meng Lang (CHN)       | 37e                   |
| 92                    | Liu Xin (CHN)         | 57e                   |
| 93                    | Ping Li (CHN)         | 64e                   |
| 94                    | Gao Min (CHN)         | AB                    |

| Uniqa UNG | Uniqa UNG                 | Uniqa UNG |
| --------- | ------------------------- | --------- |
| Num       | Coureuse                  | Pos       |
| 101       | Nathalie Lamborelle (LUX) | 21e       |
| 102       | Daniela Pintarelli (AUT)  | 55e       |
| 103       | Monika Schachl (AUT)      | 65e       |
| 104       | Veronika Sprügl (AUT)     | 74e       |
| 105       | Bernadette Schober (AUT)  | AB        |

| Vienne Futuroscope FUT | Vienne Futuroscope FUT  | Vienne Futuroscope FUT |
| ---------------------- | ----------------------- | ---------------------- |
| Num                    | Coureuse                | Pos                    |
| 111                    | Marina Jaunâtre (FRA)   | 9e                     |
| 112                    | Pascale Jeuland (FRA)   | 12e                    |
| 113                    | Mélanie Bravard (FRA)   | 49e                    |
| 114                    | Emmanuelle Merlot (FRA) | 52e                    |
| 115                    | Julie Dhéruelle (FRA)   | AB                     |

| Vlaanderen-Capri Sonne-T Interim VLL | Vlaanderen-Capri Sonne-T Interim VLL | Vlaanderen-Capri Sonne-T Interim VLL |
| ------------------------------------ | ------------------------------------ | ------------------------------------ |
| Num                                  | Coureuse                             | Pos                                  |
| 121                                  | Laure Werner (BEL)                   | 26e                                  |
| 122                                  | Emma Johansson (SWE)                 | 29e                                  |
| 123                                  | Emma Davies (GBR)                    | 80e                                  |
| 124                                  | Cindy Pieters (BEL)                  | AB                                   |
| 125                                  | Loes Sels (BEL)                      | AB                                   |

| Team Specialized Designs for Women TSW | Team Specialized Designs for Women TSW | Team Specialized Designs for Women TSW |
| -------------------------------------- | -------------------------------------- | -------------------------------------- |
| Num                                    | Coureuse                               | Pos                                    |
| 131                                    | Birgit Söllner (GER)                   | 33e                                    |
| 132                                    | Rosmarie Mayer (GER)                   | AB                                     |
| 133                                    | Nicole Käser (SUI)                     | AB                                     |
| 134                                    | Mirjam Hauser-Senn (SUI)               | AB                                     |
| 135                                    | Larssyn Rüegg (USA)                    | AB                                     |

| Bizkaia-Panda Software-Durango BPD | Bizkaia-Panda Software-Durango BPD | Bizkaia-Panda Software-Durango BPD |
| ---------------------------------- | ---------------------------------- | ---------------------------------- |
| Num                                | Coureuse                           | Pos                                |
| 141                                | Iosune Murillo Elkano (ESP)        | 38e                                |
| 142                                | Nekane Lasa (ESP)                  | 56e                                |
| 143                                | Mireia Epelde (ESP)                | 63e                                |
| 144                                | Arantzazu Azpiroz (ESP)            | AB                                 |
| 145                                | Naiara Telletxea (ESP)             | AB                                 |

| ELK Haus EHN | ELK Haus EHN              | ELK Haus EHN |
| ------------ | ------------------------- | ------------ |
| Num          | Coureuse                  | Pos          |
| 151          | Martina Růžičková (CZE)   | 30e          |
| 152          | Katarína Uhlariková (SVK) | 50e          |
| 153          | Stefanie Degle (GER)      | 60e          |
| 154          | Chrisabel Prischl (AUT)   | AB           |
| 155          | Catherine Langer (AUT)    | AB           |

| Allemagne GER | Allemagne GER        | Allemagne GER |
| ------------- | -------------------- | ------------- |
| Num           | Coureuse             | Pos           |
| 161           | Hanka Kupfernagel    | 20e           |
| 162           | Corinna Thumm        | 40e           |
| 163           | Lisa Brennauer       | 43e           |
| 164           | Bianca Knöpfle       | 61e           |
| 165           | Luise Keller         | 69e           |
| 166           | Alexandra Sontheimer | AB            |

| Suisse SUI | Suisse SUI       | Suisse SUI |
| ---------- | ---------------- | ---------- |
| Num        | Coureuse         | Pos        |
| 171        | Annette Beutler  | 23e        |
| 172        | Sereina Trachsel | 42e        |
| 174        | Alexandra Born   | AB         |
| 175        | Iris Zwahlen     | AB         |
| 176        | Nadine Marbot    | AB         |

| France FRA | France FRA            | France FRA |
| ---------- | --------------------- | ---------- |
| Num        | Coureuse              | Pos        |
| 181        | Maryline Salvetat     | 22e        |
| 182        | Magali Le Floc'h      | 31e        |
| 183        | Magali Mocquery       | 36e        |
| 184        | Sophie Creux          | 44e        |
| 185        | Fanny Riberot         | 51e        |
| 186        | Cathy Moncassin-Prime | AB         |

| Norvège NOR | Norvège NOR           | Norvège NOR |
| ----------- | --------------------- | ----------- |
| Num         | Coureuse              | Pos         |
| 191         | Anita Valen de Vries  | 15e         |
| 192         | Hege Linn Eie Vatland | 53e         |
| 193         | Kristine Saastad      | AB          |
| 194         | Kirsti Ruud           | AB          |

| AA Drink-Cycling Team AAD | AA Drink-Cycling Team AAD        | AA Drink-Cycling Team AAD |
| ------------------------- | -------------------------------- | ------------------------- |
| Num                       | Coureuse                         | Pos                       |
| 201                       | Kirsten Wild (NED)               | 5e                        |
| 202                       | Irene van den Broek (NED)        | 48e                       |
| 203                       | Roxane Knetemann (NED)           | 59e                       |
| 204                       | Paulina Brzeźna-Bentkowska (POL) | 67e                       |
| 205                       | Inge van den Broeck (BEL)        | 68e                       |
| 206                       | Marlijn Binnendijk (NED)         | 72e                       |

| Equipe Nürnberger Versicherung NUR | Equipe Nürnberger Versicherung NUR | Equipe Nürnberger Versicherung NUR |
| ---------------------------------- | ---------------------------------- | ---------------------------------- |
| Num                                | Coureuse                           | Pos                                |
| 1                                  | Regina Schleicher (GER)            | 3e                                 |
| 2                                  | Trixi Worrack (GER)                | 14e                                |
| 3                                  | Edita Pučinskaitė (LTU)            | 45e                                |
| 4                                  | Charlotte Becker (GER)             | AB                                 |
| 5                                  | Claudia Häusler (GER)              | AB                                 |
| 6                                  | Eva Lutz (GER)                     | AB                                 |

| Raleigh Lifeforce Creation HB RLT | Raleigh Lifeforce Creation HB RLT | Raleigh Lifeforce Creation HB RLT |
| --------------------------------- | --------------------------------- | --------------------------------- |
| Num                               | Coureuse                          | Pos                               |
| 11                                | Joanne Kiesanowski (NZL)          | 8e                                |
| 12                                | Priska Doppmann (SUI)             | 27e                               |
| 13                                | Nicole Cooke (GBR)                | 34e                               |
| 14                                | Sarah Düster (GER)                | 46e                               |
| 15                                | Nikki Butterfield (AUS)           | 47e                               |
| 16                                | Emma Rickards (AUS)               | AB                                |

| T-Mobile TMP | T-Mobile TMP              | T-Mobile TMP |
| ------------ | ------------------------- | ------------ |
| Num          | Coureuse                  | Pos          |
| 21           | Ina-Yoko Teutenberg (GER) | 2e           |
| 22           | Oenone Wood (AUS)         | 32e          |
| 23           | Judith Arndt (GER)        | 75e          |
| 24           | Anke Wichmann (GER)       | 76e          |
| 25           | Linda Villumsen (DEN)     | AB           |
| 26           | Katherine Bates (AUS)     | AB           |

| DSB Bank DSB | DSB Bank DSB              | DSB Bank DSB |
| ------------ | ------------------------- | ------------ |
| Num          | Coureuse                  | Pos          |
| 31           | Marianne Vos (NED)        | 1re          |
| 32           | Ludivine Henrion (BEL)    | 41e          |
| 33           | Marieke van Wanroij (NED) | 66e          |
| 34           | Sharon van Essen (NED)    | 71e          |
| 35           | Adrie Visser (NED)        | 77e          |
| 36           | Linda van Rijen (NED)     | AB           |

| Bigla BCT | Bigla BCT                  | Bigla BCT |
| --------- | -------------------------- | --------- |
| Num       | Coureuse                   | Pos       |
| 41        | Monica Holler (SWE)        | 6e        |
| 42        | Noemi Cantele (ITA)        | 7e        |
| 43        | Tanja Schmidt-Hennes (GER) | 11e       |
| 44        | Nicole Brändli (SUI)       | 19e       |
| 45        | Jennifer Hohl (SUI)        | 24e       |
| 46        | Bettina Kühn (SUI)         | AB        |

| Menikini-Selle Italia-Gysko MSG | Menikini-Selle Italia-Gysko MSG | Menikini-Selle Italia-Gysko MSG |
| ------------------------------- | ------------------------------- | ------------------------------- |
| Num                             | Coureuse                        | Pos                             |
| 51                              | Rochelle Gilmore (AUS)          | 4e                              |
| 52                              | Miho Oki (JPN)                  | 17e                             |
| 53                              | Élodie Touffet (FRA)            | 18e                             |
| 54                              | Dorte Lohse Rasmussen (DEN)     | 25e                             |
| 55                              | Marina Romoli (ITA)             | 39e                             |
| 56                              | Karin Aune (SWE)                | AB                              |

| Fenixs-HPB FEN | Fenixs-HPB FEN         | Fenixs-HPB FEN |
| -------------- | ---------------------- | -------------- |
| Num            | Coureuse               | Pos            |
| 61             | Nadejda Vlasova (RUS)  | 35e            |
| 62             | Laura Morfin (MEX)     | 54e            |
| 63             | Suzie Godart (LUX)     | 62e            |
| 64             | Deborah Mascelli (ITA) | AB             |

| Lotto-Belisol Ladiesteam LBL | Lotto-Belisol Ladiesteam LBL | Lotto-Belisol Ladiesteam LBL |
| ---------------------------- | ---------------------------- | ---------------------------- |
| Num                          | Coureuse                     | Pos                          |
| 71                           | Martine Bras (NED)           | 10e                          |
| 72                           | Liesbet De Vocht (BEL)       | 16e                          |
| 73                           | Corine Hierckens (BEL)       | 28e                          |
| 74                           | Siobhan Dervan (IRL)         | 58e                          |
| 75                           | Elise Depoorter (BEL)        | AB                           |

| Team Getränke-Hoffmann TGH | Team Getränke-Hoffmann TGH | Team Getränke-Hoffmann TGH |
| -------------------------- | -------------------------- | -------------------------- |
| Num                        | Coureuse                   | Pos                        |
| 81                         | Angela Hennig (GER)        | 13e                        |
| 82                         | Tina Liebig (GER)          | 70e                        |
| 83                         | Natalie Bates (AUS)        | 73e                        |
| 84                         | Birgit Hollmann (GER)      | 78e                        |
| 85                         | Stephanie Pohl (GER)       | 79e                        |
| 86                         | Sandra Missbach (GER)      | AB                         |

| Giant Pro Cycling GPC | Giant Pro Cycling GPC | Giant Pro Cycling GPC |
| --------------------- | --------------------- | --------------------- |
| Num                   | Coureuse              | Pos                   |
| 91                    | Meng Lang (CHN)       | 37e                   |
| 92                    | Liu Xin (CHN)         | 57e                   |
| 93                    | Ping Li (CHN)         | 64e                   |
| 94                    | Gao Min (CHN)         | AB                    |

| Uniqa UNG | Uniqa UNG                 | Uniqa UNG |
| --------- | ------------------------- | --------- |
| Num       | Coureuse                  | Pos       |
| 101       | Nathalie Lamborelle (LUX) | 21e       |
| 102       | Daniela Pintarelli (AUT)  | 55e       |
| 103       | Monika Schachl (AUT)      | 65e       |
| 104       | Veronika Sprügl (AUT)     | 74e       |
| 105       | Bernadette Schober (AUT)  | AB        |

| Vienne Futuroscope FUT | Vienne Futuroscope FUT  | Vienne Futuroscope FUT |
| ---------------------- | ----------------------- | ---------------------- |
| Num                    | Coureuse                | Pos                    |
| 111                    | Marina Jaunâtre (FRA)   | 9e                     |
| 112                    | Pascale Jeuland (FRA)   | 12e                    |
| 113                    | Mélanie Bravard (FRA)   | 49e                    |
| 114                    | Emmanuelle Merlot (FRA) | 52e                    |
| 115                    | Julie Dhéruelle (FRA)   | AB                     |

| Vlaanderen-Capri Sonne-T Interim VLL | Vlaanderen-Capri Sonne-T Interim VLL | Vlaanderen-Capri Sonne-T Interim VLL |
| ------------------------------------ | ------------------------------------ | ------------------------------------ |
| Num                                  | Coureuse                             | Pos                                  |
| 121                                  | Laure Werner (BEL)                   | 26e                                  |
| 122                                  | Emma Johansson (SWE)                 | 29e                                  |
| 123                                  | Emma Davies (GBR)                    | 80e                                  |
| 124                                  | Cindy Pieters (BEL)                  | AB                                   |
| 125                                  | Loes Sels (BEL)                      | AB                                   |

| Team Specialized Designs for Women TSW | Team Specialized Designs for Women TSW | Team Specialized Designs for Women TSW |
| -------------------------------------- | -------------------------------------- | -------------------------------------- |
| Num                                    | Coureuse                               | Pos                                    |
| 131                                    | Birgit Söllner (GER)                   | 33e                                    |
| 132                                    | Rosmarie Mayer (GER)                   | AB                                     |
| 133                                    | Nicole Käser (SUI)                     | AB                                     |
| 134                                    | Mirjam Hauser-Senn (SUI)               | AB                                     |
| 135                                    | Larssyn Rüegg (USA)                    | AB                                     |

| Bizkaia-Panda Software-Durango BPD | Bizkaia-Panda Software-Durango BPD | Bizkaia-Panda Software-Durango BPD |
| ---------------------------------- | ---------------------------------- | ---------------------------------- |
| Num                                | Coureuse                           | Pos                                |
| 141                                | Iosune Murillo Elkano (ESP)        | 38e                                |
| 142                                | Nekane Lasa (ESP)                  | 56e                                |
| 143                                | Mireia Epelde (ESP)                | 63e                                |
| 144                                | Arantzazu Azpiroz (ESP)            | AB                                 |
| 145                                | Naiara Telletxea (ESP)             | AB                                 |

| ELK Haus EHN | ELK Haus EHN              | ELK Haus EHN |
| ------------ | ------------------------- | ------------ |
| Num          | Coureuse                  | Pos          |
| 151          | Martina Růžičková (CZE)   | 30e          |
| 152          | Katarína Uhlariková (SVK) | 50e          |
| 153          | Stefanie Degle (GER)      | 60e          |
| 154          | Chrisabel Prischl (AUT)   | AB           |
| 155          | Catherine Langer (AUT)    | AB           |

| Allemagne GER | Allemagne GER        | Allemagne GER |
| ------------- | -------------------- | ------------- |
| Num           | Coureuse             | Pos           |
| 161           | Hanka Kupfernagel    | 20e           |
| 162           | Corinna Thumm        | 40e           |
| 163           | Lisa Brennauer       | 43e           |
| 164           | Bianca Knöpfle       | 61e           |
| 165           | Luise Keller         | 69e           |
| 166           | Alexandra Sontheimer | AB            |

| Suisse SUI | Suisse SUI       | Suisse SUI |
| ---------- | ---------------- | ---------- |
| Num        | Coureuse         | Pos        |
| 171        | Annette Beutler  | 23e        |
| 172        | Sereina Trachsel | 42e        |
| 174        | Alexandra Born   | AB         |
| 175        | Iris Zwahlen     | AB         |
| 176        | Nadine Marbot    | AB         |

| France FRA | France FRA            | France FRA |
| ---------- | --------------------- | ---------- |
| Num        | Coureuse              | Pos        |
| 181        | Maryline Salvetat     | 22e        |
| 182        | Magali Le Floc'h      | 31e        |
| 183        | Magali Mocquery       | 36e        |
| 184        | Sophie Creux          | 44e        |
| 185        | Fanny Riberot         | 51e        |
| 186        | Cathy Moncassin-Prime | AB         |

| Norvège NOR | Norvège NOR           | Norvège NOR |
| ----------- | --------------------- | ----------- |
| Num         | Coureuse              | Pos         |
| 191         | Anita Valen de Vries  | 15e         |
| 192         | Hege Linn Eie Vatland | 53e         |
| 193         | Kristine Saastad      | AB          |
| 194         | Kirsti Ruud           | AB          |

| AA Drink-Cycling Team AAD | AA Drink-Cycling Team AAD        | AA Drink-Cycling Team AAD |
| ------------------------- | -------------------------------- | ------------------------- |
| Num                       | Coureuse                         | Pos                       |
| 201                       | Kirsten Wild (NED)               | 5e                        |
| 202                       | Irene van den Broek (NED)        | 48e                       |
| 203                       | Roxane Knetemann (NED)           | 59e                       |
| 204                       | Paulina Brzeźna-Bentkowska (POL) | 67e                       |
| 205                       | Inge van den Broeck (BEL)        | 68e                       |
| 206                       | Marlijn Binnendijk (NED)         | 72e                       |

Source. Les dossards ne sont pas connus.